# Loxoblemmus sagonai
Loxoblemmus sagonai är en insektsart som beskrevs av Lucien Chopard 1934. Loxoblemmus sagonai ingår i släktet Loxoblemmus och familjen syrsor. Inga underarter finns listade i Catalogue of Life.